# Yevhen Bulanchyk
Yevhen « Yevgeniy » Nikitych Bulanchyk  (en ukrainien : Євген Нікітич Буланчик ; né le 3 avril 1922 à Horlivka et mort en 1996) est un athlète ukrainien représentant l'Union soviétique, spécialiste du 110 mètres haies. 

## Biographie

### Palmarès
| Date | Compétition           | Lieu     | Résultat | Performance |
| ---- | --------------------- | -------- | -------- | ----------- |
| 1952 | Jeux olympiques       | Helsinki | 4e       | 14 s 5      |
| 1954 | Championnats d'Europe | Berne    | 1er      | 14 s 4      |

### Records
| Épreuve          | Performance | Lieu | Date |
| ---------------- | ----------- | ---- | ---- |
| 110 mètres haies | 14 s 1      | —    | 1952 |